# Kikkuli

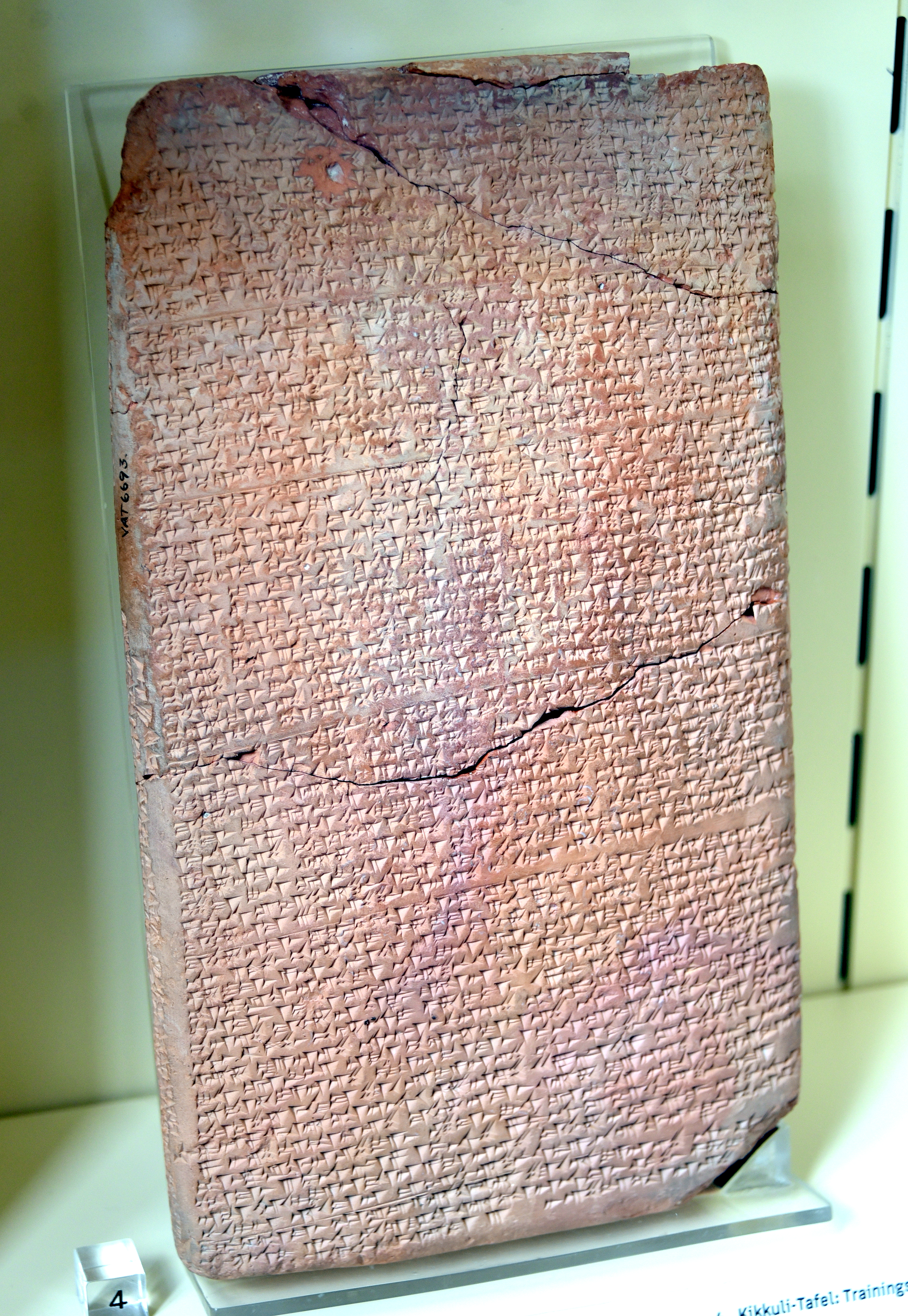
Text de Kikkuli. Tauleta d'argila, un programa d'entrenament per a cavalls de carro. Comprada el 1909, procedència desconeguda. Segle XIV aC. Vorderasiatisches Museum, Berlín, IVA 6693

Kikkuli va ser el "mestre entrenador de cavalls " (assussanni) hurrita, de la terra Mitani "(LU A-AS-SU-US-SA-AN-NI ŠA KUR URU MI-IT-TA-AN-NI) i autor d'un text d'entrenament de cavalls de carro escrit principalment en llengua hitita (així com en una llengua indo-ària antiga, similar al sànscrit, tal com es veu en números i paraules de préstec), que data del Nou Regne Hitita (cap al 1400 aC). El text destaca tant per la informació que proporciona sobre el desenvolupament de les llengües indoeuropees (tant el hitita i el superestrat indo-arri de Mitanni) com pel seu contingut. El text es va inscriure en tauletes cuneïformes descobertes durant les excavacions de Boğazkale i Ḫattuša el 1906 i el 1907.

## Contingut i influència
"Així parla Kikkuli, mestre entrenador de cavalls de la terra de Mitanni" (UM. MA Ki-ik-ku-li LÚ A-AŠ-ŠU-UŠ-ŠA-AN-NI ŠA KUR URU MI-IT-TA-AN-NI).
Així comença el text de Kikkuli. El text conté una recepta completa per posar en condició i forma els cavalls de guerra hitites durant 214 dies (exercici i alimentació).
El text Kikkuli tracta únicament del condicionament, no de l'educació, del cavall. Els mitannians van ser reconeguts líders en l'entrenament de cavalls i, com a resultat de les tècniques d'entrenament de cavalls apreses de Kikkuli, els aurigues hitites van forjar un imperi de la zona que ara és Turquia, Síria, el Líban i el nord de l'Iraq. Sorprenentment, el règim utilitzava tècniques d '"entrenament a intervals" similars a les que han utilitzat avui amb èxit esdevenidors, corredors de resistència i altres, els principis dels quals només han estat estudiats per investigadors de medicina esportiva equina en els darrers 30 anys. El programa Kikkuli implicava tècniques de "medicina esportiva" comparables a idees modernes com el principi de progressió, sistemes de càrrega màxima, teoria de reemplaçament d'electròlits, entrenament de fartlek, intervals i repeticions. Es dirigia a cavalls amb una elevada proporció de fibres musculars de contracció lenta.
Com en els entrenaments convencionals moderns (a diferència dels "intervals"), els cavalls Kikkuli eren estables, resistents, rentats amb aigua tèbia i alimentats amb civada, ordi i fenc almenys tres vegades al dia. A diferència de l'entrenament convencional de cavalls, els cavalls estaven sotmesos a períodes d'escalfament. A més, tots els exemples d’inclinació incloïen pauses intermèdies per relaxar parcialment el cavall i, a mesura que avançava l'entrenament, els entrenaments inclouen intervals al galop. Això és al mateix nivell que l'entrenament Interval que fem servir a l’època moderna. Tanmateix, Kikkuli va fer molt ús de llargs períodes conduint els cavalls a les marxes del trot i la vela en lloc d’aprofitar-los a un carro.
Entre el 1991 i el 1992, el Dr. A. Nyland, que llavors era de la Universitat de Nova Anglaterra, Austràlia, va dur a terme la replicació experimental de tot el text de Kikkuli durant el període de 7 mesos prescrit al text amb cavalls àrabs. Els resultats es publiquen a "The Kikkuli Method of Horse Fitness Training", en què Nyland afirma que els mètodes de Kikkuli són, en certa manera, superiors als seus homòlegs moderns.

## Textos supervivents
1. CTH 284, millor conservada, còpia hitita tardana (segle XIII aC)
2. CTH 285, còpia hitita mitjana contemporània amb una introducció ritual
3. CTH 286, còpia hitita mitjana contemporània

CTH 284 consta de quatre tauletes ben conservades o un total de 1080 línies. El text destaca pels seus préstecs mitanni (indo-aris), per exemple, els compostos numerals aiga-, tera-, panza-, satta-, nāwa-wartanna ("un, tres, cinc, set, nou intervals", virtualment vèdica eka-, tri-, pañca- sapta-, nava-vartana. Aparentment, Kikkuli es va enfrontar a algunes dificultats per transmetre conceptes mitannians específics en la llengua hitita, ja que sovint dona un terme com "Intervals" en el seu propi idioma (similar al sànscrit vèdic), i després afirma: "això significa ..." i ho explica en hitita.